# Allee-Effekt
Vom Allee-Effekt spricht man in der Populationsbiologie und Ökologie, wenn eine höhere Populationsgröße und/oder -dichte von Artgenossen einen positiven Einfluss auf die Fitness eines Individuums der entsprechenden Art hat. Der Effekt ist von dem einflussreichen amerikanischen Ökologen Eugene P. Odum nach seinem Landsmann Warder Clyde Allee benannt, der ihn erstmals beschrieben hat.

## Hintergrund
In den ökologischen Wissenschaften gilt es als Normalfall, dass es für ein Individuum in der Regel immer nachteilig ist, wenn es von vielen anderen Individuen der gleichen Art umgeben ist. Dies liegt daran, dass Artgenossen sich ökologisch sehr ähnlich sind und dementsprechend ähnliche Bedürfnisse haben und Anforderungen an ihren Lebensraum stellen. Artgenossen benötigen dieselben Ressourcen wie z. B. Nahrung oder Nistplätze, sind sie von gleichem Geschlecht, sind sie auf dieselben Paarungspartner aus. Man sagt dazu, dass die Individuen sich gegenseitig Konkurrenz machen, im Falle von Konkurrenz durch Artgenossen nennt man dies Intraspezifische Konkurrenz. In der Populationsökologie gilt der Einfluss der Konkurrenz als ein Schlüsselfaktor. Er wird mathematisch durch verschiedene Modelle dargestellt, deren einfachstes und verbreitetstes die logistische Gleichung ist.
Als Allee-Effekt beschreibt man nun die Ausnahmen von diesem fast allgemeingültigen Zusammenhang. In natürlichen oder Laborpopulationen kommt es nicht selten dazu, dass die Nachkommenzahl eines Individuums nicht absinkt, sondern ansteigt, wenn es von einer zunehmenden Zahl von Artgenossen umgeben ist. Dafür sind verschiedene Gründe ausgemacht worden, die weiter unten beschrieben werden. Typischerweise tritt dieser Effekt nur bei kleinen oder sehr kleinen Populationen auf und kehrt sich bei hohen Populationsdichten ins Gegenteil, indem hier wieder der Einfluss der Konkurrenz überwiegt.
In mathematischen Populationsmodellen kann man den Einfluss des Allee-Effekts mit einem Term fassen, der dem normalen Populationsmodell als Korrekturterm hinzugefügt wird. Das normale Populationsmodell berücksichtigt vor allem den Einfluss der Konkurrenz und kann bei mittleren und hohen Populationsdichten meist die Wirklichkeit recht gut abbilden. Der Korrekturterm hingegen wirkt sich vor allem bei sehr niedrigen Populationsdichten aus. In unkorrigierten Modellen sinkt die durchschnittliche Nachkommenzahl jedes Individuums, oder, mit anderen Worten, seine Fitness, mit steigender Populationsdichte ab und erreicht schließlich (an der Tragfähigkeitsschwelle des Lebensraums, d. h. bei Erreichen der maximal lebensfähigen Population) den zum Halten der Populationsgröße notwendigen minimalen Wert. Die Wachstumsrate der Population sinkt also nach und nach auf Null und wird bei noch höheren Dichten sogar negativ. Das bedeutet, dass die Dichte der Artgenossen sich ausschließlich, mehr oder weniger stark, negativ auf die Wachstumsrate auswirkt (wenn man von dem trivialen Fall absieht, dass bei getrenntgeschlechtlichen Arten mindestens ein Individuum jedes Geschlechts vorhanden sein muss). Ist ein Allee-Effekt wirksam, kehrt sich dieser Zusammenhang in einem gewissen Parameterbereich um. Um den Ausnahmecharakter zu betonen, spricht man hier von einem „inversen“ (d. h. umgekehrten) Dichteeffekt.

## Starker und schwacher Allee-Effekt
In einer Präzisierung von Allees und Odums Ansatz hat eine Gruppe britischer Ökologen versucht, den Effekt klarer zu definieren. Sie unterscheiden einzelne Faktoren oder Komponenten im Leben des jeweils betrachteten Individuums, die jeweils für sich betrachtet einen Vorteil bei hohen bzw. bei niedrigen Populationsdichten bewirken. Beispielsweise kann es für ein Huftier wie eine Gazelle günstig sein, von vielen Artgenossen umgeben zu sein, wenn es um den Einfluss von Räubern (in der Fachsprache „Prädatoren“ genannt) geht. Viele Gazellen können einen sich nähernden Prädator leichter bemerken, schlägt dieser trotzdem zu, ist die Wahrscheinlichkeit höher, dass es einen anderen erwischt. Gleichzeitig ist die hohe Gazellendichte aber auch nachteilig, weil alle dasselbe Gras fressen, das nun knapp werden kann. Für diejenigen Komponenten, bei denen sich eine erhöhte Dichte positiv auswirkt, wird nun ein Komponenten-Allee-Effekt berücksichtigt. Für die Nachkommenzahl als Ganzes gibt es zahlreiche Komponenten, von denen einige einen Allee-Effekt aufweisen, andere nicht. In der Summe kann der Effekt der Komponenten mit einem Allee-Effekt überwiegen. In diesem Fall wird auch die Nachkommenzahl bei höherer Dichte insgesamt ansteigen. Man sagt dazu, dass ein demographischer Allee-Effekt wirksam ist. Ein demographischer Allee-Effekt tritt also nicht automatisch auf, wenn es erhöhte Dichte begünstigende Faktoren gibt, sondern nur, wenn diese stärker sind.
Die Komponenten, die einen demographischen Allee-Effekt bewirken können, können abhängig von der jeweiligen Populationsdichte stark unterschiedliche Werte annehmen. Es kann so sein, dass sich bei geringer Dichte das Wachstum der Population gegenüber höheren Dichten lediglich etwas verzögert oder vermindert. Ist dies der Fall, spricht man von einem „schwachen“ Allee-Effekt. Bei weitem dramatischer sind die Auswirkungen, wenn ab einer gewissen, minimalen, Populationsschwelle das Wachstum auf Null und schließlich auf negative Werte abfällt. In diesem Fall spricht man von einem „starken“ Allee-Effekt.
Die Auswirkungen eines starken Allee-Effekts auf eine Population können dramatisch sein und intuitiv völlig unerwartete Resultate bewirken. Der untere Schwellenwert, bei dem das Wachstum gerade Null erreicht, ist ein instabiler Gleichgewichtspunkt (im Gegensatz zu dem oberen Schwellenwert mit Wachstum Null, dem Tragfähigkeitswert, dieser ist ein stabiler Gleichgewichtspunkt). Das bedeutet: Eine Population kann sich auf diesem Punkt nicht dauerhaft halten. Bei jeder minimalen Steigerung wird sie unweigerlich (ohne weitere Faktoren: bis zum oberen Gleichgewichtspunkt) ansteigen. Bei jedem minimalen Absinken wird sie, mit immer stärkerer Beschleunigung, bis zum Populationswert Null, d. h. dem Aussterben, absinken. Dies bedeutet: Ist ein starker Allee-Effekt wirksam, ist das Aussterben einer Population unterhalb eines gewissen Schwellenwerts unausweichlich, auch wenn noch eine gewisse Restpopulation eine Zeitlang am Leben ist: Ihr Aussterben ist bereits besiegelt (siehe Wandertaube). Aus der anderen Richtung betrachtet: Eine Neueinwanderung in einen Lebensraum, durch natürliche Kolonisierung oder durch menschliche Verschleppung (siehe Neobiota) durch die betreffende Art wird fehlschlagen, sofern sie durch zu wenige Individuen erfolgt. Oberhalb des Schwellenwerts wird dieselbe Art dann den Lebensraum erfolgreich kolonisieren können, ohne dass sich sonst irgendetwas geändert hätte. In gleicher Weise kann die Infektion durch einen Parasiten oder Krankheitserreger möglicherweise ab einem gewissen Dosis- oder Schwellenwert der Infektion viel erfolgreicher sein.

## Faktoren
Die ökologische Forschung hat bei der sorgfältigen Beobachtung vieler Populationen viele Fälle gefunden, in denen das Wachstum der entsprechenden Population durch Allee-Effekte vermutlich beeinflusst worden ist und wird. Die verursachenden Gründe fallen in der Regel in eine der folgenden Kategorien:
- mangelnde Paarungspartner. Dies wirkt sich z. B. bei marinen Arten aus, die sich durch Abgabe begeißelter Schwärmer ins freie Wasser befruchten, oder bei Pflanzenarten, die durch den Wind bestäubt werden. Unterhalb einer gewissen Schwelle wird die Wahrscheinlichkeit einer Befruchtung sehr gering.
- Räubersättigung (engl.: predator satiation). Dieser Effekt tritt ein, wenn sich die Populationsgröße eines Beuteorganismus viel schneller verändern kann als diejenige eines Räubers, z. B. weil der Räuber viel größer ist und dadurch eine längere Generationsdauer besitzt. Steigt die Beutedichte, wird der relative Einfluss der (verhältnismäßig wenigen) Räuber immer geringer.
- Ausbreitung (engl. dispersal). Ein durch Ausbreitungsvorgänge ausgelöster Allee-Effekt tritt ein, wenn Individuen aus kleinen Populationen wahrscheinlicher ihren Lebensraum verlassen als Individuen aus großen, oder wenn Einwanderer bereits besiedelte Habitate gegenüber leeren bevorzugen. In beiden Fällen sinkt die Wahrscheinlichkeit, dass sich eine zunächst kleine Gründerpopulation aufbaut und etabliert, ab. (Gleichzeitig könnte aber dadurch die Artbildungsrate in kleinen Lokalpopulationen durch populationsstützende Einwanderungen langfristig sogar ansteigen).[5] Der Effekt wurde vor allem bei Insektenarten nachgewiesen.
- Habitatveränderung. Verändert eine Art ihren Lebensraum für sie selbst günstig, profitieren alle Individuen mit steigender Dichte immer mehr davon.
- fehlende Kooperation. Bei sozialen oder in Gruppen bzw. Brutkolonien zusammenlebenden Arten sind kleine Völker, Kolonien oder Herden gegenüber großen häufig generell benachteiligt, weil die Individuen arbeitsteilig Aufgaben verteilen können (z. B. Wache stehen, um vor sich nähernden Räubern zu warnen). Der gleiche Effekt tritt bei in Gruppen jagenden Räubern auf (z. B. Afrikanischer Wildhund).

Theoretisch sehr plausibel, aber schwerer direkt nachweisbar, sind weitere Faktoren, deren tatsächlicher Einfluss möglicherweise sogar größer ist:
- Inzuchtdepression. In sehr kleinen Populationen sinkt die Zahl der Allele und der Heterozygotiegrad notwendigerweise ab. Damit verliert die Population Plastizität bei der Anpassung an sich verändernde Umweltbedingungen und wird anfälliger für Infektionen und Parasiten.
- stochastische Populationseffekte. In sehr kleinen Populationen kann durch geringe Zufälle der Anteil der Männchen oder der Weibchen stark absinken. Dadurch können weitere nachteilige Effekte (z. B. stärkere Belästigung von Weibchen oder heftigere Revierkämpfe) auftreten. Außerdem sterben kleine Populationen mit hoher Fluktuationsrate generell häufig per Zufall aus, wenn durch eine Zufallsschwankung ihre Größe auf Null absinkt.

## Mathematische Modellierung
Ein einfaches Modell für eine Population, bei der ein demographischer Allee-Effekt wirksam ist, könnte so aussehen:
{\displaystyle {\frac {dN}{dt}}=rN\left(1-{\frac {N}{K}}\right)\left({\frac {N}{K'}}-1\right)}
Hier bedeutet N die Populationsgröße, t die Zeit, K die Kapazität des Lebensraums, d. h. den Tragfähigkeitswert für die maximal stabile Populationsgröße, r die intrinsische Wachstumsrate der Population, K' den kritischen unteren Schwellenwert, unterhalb dessen das Populationswachstum negativ wird. (zum Faktor r vgl. Artikel Logistische Gleichung).
Die Gleichung bis zum zweiten Klammerterm ist einfach eine Schreibweise der logistischen Gleichung. Die Wachstumsrate der Population pro Kopf {\displaystyle {\tfrac {dN}{dt}}} ist ohne dichteabhängige Faktoren einfach proportional ihrer biologischen Wachstumsrate r, die als konstant angenommen wird. Durch den Einfluss der Konkurrenz erreicht sie einen positiven Wert unterhalb der Tragfähigkeitsschwelle K und wird oberhalb davon negativ. Eine Population, die so beschrieben werden kann, wächst (pro Kopf betrachtet) umso schneller, je kleiner sie ist. Bei minimaler Populationsgröße nähert sich der Klammerterm dem Wert Eins, hat also keinen Effekt mehr.
Der zweite Klammerterm fasst den Einfluss des Allee-Effekts. Wird die Populationsgröße N kleiner als der untere Schwellenwert K', wird der Term negativ. Damit sinkt die Populationsgröße ab. Ist die Population viel größer als K', wirkt sich K' so gut wie überhaupt nicht mehr aus.